# نيكولاس بورديسو
نيكولاس أندريس بورديسو (بالإسبانية: Nicolás Andrés  Burdisso)‏ من مواليد 12 أبريل 1981 في مدينة ألتوس دي كيلتون في الأرجنتين، لاعب كرة قدم أرجنتيني كان يلعب مدافع وقد اعتزل اللعب بعدما كان في صفوف نادي تورينو الإيطالي في موسم 2018. ويعمل كمدرب حاليا لنادي فيورنتينا الإيطالي.

## البوكا ومسيرة حافلة بالألقاب
بدأ مسيرته الكروية مع نادي بوكا جونيورز في عام 1999، ولعب معهم حتى عام 200، وشارك معهم في 102 وسجل 3 أهداف.
يعتبر بورديسو من الناحية الجسمانية قوي بدنيا وبارع في خط الدفاع ولعب في خط الدفاع في عدة مراكز تحت قيادة الثعلب كارلوس بيانكي المدرب السابق لفريق بوكا جونيورز
ورغم أنه في خط الدفاع إلا أن هذا المدافع الأرجنتيني يتميز في تسجيل الاهداف خصوصا بأهداف الرأس.
حصل على لقب بطولتي الدوري الــ أبيرتورا لعام 2000 وعام 2003 و 3 كأس ليبرتادوريس لــعام 2000 و2001 و2003 ومرتين على الكأس القارية عامي 2000 و2003 عندما فازوا على اي سي ميلان الإيطالي بالضربات الترجيحية.
يطلق على ""نيكو"" في الأرجنتين لقب «البادرونسيتو» أي الأمير الصغير بعد أن تم خلافته لقائد فريق بوكا جونيورز، الكولومبي جورج بيموديز في خط الدفاع.

## الانتقال إلى الإنتر
في عام 2004 انتقل بورديسو إلى صفوف النيرازوري إنتر ميلان بصفقة كانت بـ 3.5 مليون يورو، وقع من خلاله عقد لمدة 4 سنوات ينتهي بموجبه عام 2009. 
و كانت المفاجأة ان ""بورديسو"" سيحمل الرقم 3 هذا الرقم الاسطوري الذي كان يحمله الأسطورة السابق لنادي إنتر ميلان جياشينتو فاكيتيي.
وكانت لـ ""نيكو"" المشاركة الأولى مع قميص النيرازوري في ديربي الأزرق والأسود عندما التقى إنتر ميلان مع أتالانتا في بطولة الدوري لعام في 22 من سبتمبر لعام 2004 في بيرغامو.
كان ""بورديسو"" مدافع يجلس غالبا على دكة الاحتياط وذلك بسبب تميز كلا من الكولومبي إيفان كوردوبا والإيطالي ماركو ماتيراتسي والصربي سينيسا ميخايلوفيتش
وعندما شارك ""بورديسو"" في مباراة روما في الأولومبيكو والتي انتهت بنتيجة 3/3، اثار بورديسو اعجاب جميع النقاد والصحفيين بادائه الكبير، وفي هذا الموسم لم يحــرز نيكو أي هدف طوال الموسم.

## تعاقد النادي الإيطالي مع مدافع آخر
في الموسم 2005/2006 تعاقد إنتر ميلانر مع المدافع الأرجنتيني والتر سأمويل كلاعب قلب دفاع، وقدم والتر سأمويل مستوى خرافي في هذا الموسم مما جعل الإيطالي ماركو ماتيرازي على دكة البدلاء وكان النيرازوري يعاني من مركز الظهير الايسر حيث المستوى المتواضع الذي كان يقدمه كلا من الإيطالي جوزيبي فافالي والكاميروني وومي جعلت من المدرب روبيرتو مانشيني ان يفكر في وضع ""بورديسو"" بمركز الظهير الايسر وهو الذي لم يعتاده هذا المدافع الصغير من قبل حيث ان مركز الظهير مركز صعب لان يجب على اللاعب ان يعرف متى يتقدم للهجوم ومتى يرجع للدفاع.
ولكن ""بورديسو"" لا يلام بسبب هذا الاداء لان المركز غير مركزه وحاجة روبيرتو مانشيني لهذا المركز هي من جعلت الرجل المناسب في المكان الغير مناسب
و بعد الفضيحة التي هزت إيطاليا والعالم بسبب قضية الكالتشيوبولي توج إنتر ميلان من خلالها بطلا للدوري ليكون اللقب الثالث ""لبورديسو"" في إيطاليا بعد لقب كأس إيطاليا 2004 من امام روما وكأس السوبر الإيطالي من امام يوفنتوس عام 2005.

## وفاة الأسطورة فاكيتي وعهد جديد لنيكو
وفي الرابع من سبتمبر لعام 2006 توفي رئيس النادي جياشينتو فاكيتيي، ليطلب إنتر ميلان تخليد هذا الرقم وما كان الا ان سحب هذا الرقم من ""بورديسو"" وإعطاءه الرقم 16، ولكن بأخلاق كبيرة من ""نيكو"" وافق على الطلب بكل سرور حيث قال : «انه من الشرف ان يكون انا آخر لاعب يحمل رقم هذا الراحل العظيم»
ولم يعلم ""بورديسو"" ان الرقم 16 هو أفضل من رقمه المفضل 3 حيث كان الرقم الجديد بالنسبة الفأل الحسن له وقدم ""بورديسو"" اداء كبير ورائع هذا الموسم وشارك في أكثر من مركز وكان رجل المهمات الصعبة حيث لعب في مركز قلب الدفاع وو مركز الظهير ومركز الوسط المتأخر.
و كان له الدور البارز في وصول النيرازوري إلى المباراة النهائية حيث انه يعتلي صدارة هدافيه في بطولة كأس إيطاليا وصدارة الهدافين مناصفة من لاعبي سامبدوريا بونازورلي وفلاكي برصيد أربعة أهداف.
مما جعل مواطنه العقرب هرنان كريسبو يصرح مازحا بأن يجب إطلاق اسم البطولة بـ ""كأس نيكو"" وليست ""بكاس تيم"" ومن المصادفة كذلك ان ""بورديسو"" حطم الرقم القياسي على مستوى عدد الانتصارات في إيطاليا ومعادلة الرقم القياسي على صعيد القارة الأوروبية متعادلا إنتر ميلان مع كلا من بايرن ميونخ وبرشلونة وهو الانتصار الـ 16 وهو رقم قميص اللاعب الأرجنتيني المذكور.

## الأمير الصغير في صفوف التانقو
مثل ""نيكولاس بورديسو"" المنتخب الأرجنتيني في العديد من المحافل الدولية وحاز على عدة القاب منها بطولة كاس العالم لتحت 20 سنة في 2001 وبطولة الأولمبياد في اثينا 2004
وفي الخامس عشر من مايو استدعى المدرب الأرجنتيني خوسيه بيكرمان ""نيكو بورديسو"" للانضمام في صفوف التانغو للمشاركة في كاس العالم 2006

## انجازات نيكولاس بورديسو
بوكا جونيورز الأرجنتيني
بطولتين الابيرتورا عامي 200 و2003
3 بطولات كأس ليبرتادوريس 2000 و2001 و2003
بطولتين الانتركونتينينتال 2000 و2003
المنتخب الأرجنتيني
كاس العالم للشباب تحت 20 عامًا 2001
ذهبية اولمبياد اثينا 2004
إنتر ميلان الإيطالي
بطولتي الدوري الإيطالي عامي 2005/2006 و 2006/2007
بطولتي كأس إيطاليا 2004/2005 و 2005/2006
بطولتي كأس السوبر الإيطالي 2005/2006 و 2006/2007

## روابط خارجية
- نيكولاس بورديسو على موقع الاتحاد الدولي (مؤرشف)  (الإنجليزية)
- نيكولاس بورديسو على موقع الاتحاد الأوربي (الإنجليزية)
- نيكولاس بورديسو على موقع قاعدة بيانات كرة القدم.إي يو (الإنجليزية)
- نيكولاس بورديسو على موقع ليكيب (الفرنسية)
- نيكولاس بورديسو على موقع ناشيونال فوتبول تيمز (الإنجليزية)
- نيكولاس بورديسو على موقع Soccerbase.com (لاعب) (الإنجليزية)
- نيكولاس بورديسو على موقع Soccerway.com (الإنجليزية)
- نيكولاس بورديسو على موقع عالم كرة القدم.نت (الإنجليزية)
- نيكولاس بورديسو على موقع كووورة
- نيكولاس بورديسو على موقع أوليمبيديا (الإنجليزية)